# Overnight Delivery
Overnight Delivery is een Amerikaanse romatische filmkomedie uit 1998 onder regie van Jason Bloom. Het verhaal hiervan heeft de klassieke opbouw van een roadmovie.

## Verhaal
Wyatt Trips, een student in Minneapolis, 'ontdekt' dat zijn vriendin Kimberly Jasney (die in Memphis studeert) vreemdgaat. Als wraak doet hij alsof hij naar bed gaat met paaldanseres Ivy Miller (die hem wel wil helpen omdat hij haar eerder die avond hielp) en legt hij dit vast op video. Hij stuurt die vervolgens via de 'Overnight Delivery mail', maar komt er vrijwel onmiddellijk daarna achter dat er sprake is van een misverstand en zijn vriendin niet is vreemdgegaan. In een poging om de video te stoppen voordat die bezorgd wordt, gaat Trips de video proberen te onderscheppen. 
De bezorger Hal Ipswich is echter extreem toegewijd, denkt dat Wyatt een saboteur van een concurrent is, en weigert het pakje af te staan. Wanneer ook pogingen om het vliegtuig te nemen om zo eerder in Memphis ter plekke te zijn mislukken, is Wyatt genoodzaakt om met Ivy mee te reizen. Na aanvankelijke tegenzin gaat ze ermee akkoord hem naar Memphis te rijden. Uiteraard is dit dezelfde weg die Hal Ipswich met zijn bestelwagen aflegt, en de twee proberen dan ook telkens het pakje te stelen. Dit leidt tot heftige confrontaties met Ipswich die zijn post fanatiek verdedigt en vasthoudt aan zijn plicht het pakje binnen 24 uur te bezorgen, zoals zijn bedrijf belooft aan zijn klanten. Zelfs een brand en een explosie houden hem niet tegen.
Op het nippertje lukt het Wyatt het pakje op de universiteitscampus van Memphis te onderscheppen, maar hij realiseert zich bij het afscheid van Ivy dat hij gevoelens voor haar heeft in plaats van voor Kim. Hij gaat naar Kim toe om het uit te maken en ontdekt vrijwel direct na het verlaten van haar kamer dat Kim wel degelijk is vreemdgegaan. Hierop overhandigt hij alsnog het pakje aan Ipswich, die het prompt bezorgt. Terwijl Kim de verrassing van haar leven krijgt, bekent Wyatt zijn liefde voor Ivy.

## Rolverdeling
| Acteur            | Personage          |
| ----------------- | ------------------ |
| Paul Rudd         | Wyatt Trips        |
| Christine Taylor  | Kimberly Jasney    |
| Reese Witherspoon | Ivy Miller         |
| Sarah Silverman   | Turran             |
| Richard Cody      | Raditch            |
| Tamara Mello      | Marita             |
| Larry Drake       | Hal Ipswich        |
| Jack Walsh        | Dick               |
| Tobin Bell        | John Dwayne Beezly |
| Jack McGee        | Stanley            |